# 기쿠하라 시로
기쿠하라 시로(일본어: 菊原 志郎, 1969년 7월 7일 ~ )는 일본의 전 축구 선수이다.

## 구단 경력
1985년 일본 사커 리그의 요미우리(베르디 가와사키)에 입단했다. 1993년까지 95경기에 출전하여, 13득점을 넣었다. 4번의 J1리그 우승을 차지했다. 1994년 우라와 레즈로 임대 이적했다. 1996년 베르디 가와사키로 복귀했다. 1996년후 현역 은퇴.

## 국가대표팀 경력
그는 1990년 다이너스티컵에 참가할 일본 국가대표팀에 발탁되었으며, 7월 29일 중국와의 경기에서 데뷔했다. 1990년 아시안 게임에도 출전했다. 그는 국제 A매치 통산 5경기에 출전했다.

## 통계
| 일본 | 일본 | 일본 |
| 연도 | 출전 | 득점 |
| ---- | ---- | ---- |
| 1990 | 5    | 0    |
| 통산 | 5    | 0    |